# مورغان نيفيل
مورغان نيفيل (بالإنجليزية: Morgan Neville) (ولد 10 أكتوبر 1967) ، هو مخرج، كاتب ومنتج سينمائي أمريكي

## عن حياته
ولد نيفيل في لوس أنجلوس، كاليفورنيا بالولايات المتحدة، تخرج من جامعة بنسلفانيا، وعمل في الأصل كصحفي في نيويورك وسان فرانسيسكو، قبل أن يصبح منتج أفلام في عام 1993. وكان أول أعماله كمخرج في الفيلم الوثائقي بندقية الطريق السريع: القيادة عبر لوس أنجلوس المفقودة عام (1995)، وقام بإنتاج المزيد من الأفلام الوثائقية حول الموسيقيين. وقد تم ترشيحه لثلاث جوائز جرامي، لأفلامه مادي ووترز: لا يمكن أن يكون راضياً, احترم نفسك: قصة ستاكس ريكوردز، وأمريكا جوني كاش، أخرج أيضا الفيلم الحائز على جائزة، المدرسة الرائعة، حول مولد الفن الحديث في لوس أنجلوس.
نيفيل، ومنتجيه جيل فريسين وكاترين روجرز، فازوا بجائزة الأوسكار لأفضل فيلم وثائقي عام 2013 لفيلم 20 قدم من النجومية، في 2 مارس 2014.

## روابط خارجية
- مورغان نيفيل على موقع IMDb (الإنجليزية)
- مورغان نيفيل على موقع ميتاكريتيك (الإنجليزية)
- مورغان نيفيل على موقع روتن توميتوز (الإنجليزية)
- مورغان نيفيل على موقع ألو سيني (الفرنسية)
- مورغان نيفيل على موقع تيرنر كلاسيك موفيز (الإنجليزية)
- مورغان نيفيل على موقع أول موفي (الإنجليزية)
- مورغان نيفيل على موقع قاعدة بيانات الفيلم (الإنجليزية)
- مورغان نيفيل على موقع كينوبويسك (الروسية)
- مورغان نيفيل على موقع كينوبويسك (الروسية)